# Tenofovir-disoproxil
Tenofovir-disoproxil je antiretrovirový lék používaný k prevenci a léčbě HIV/AIDS a k léčbě chronické hepatitidy B. Léčivou látkou je tenofovir. Tenofovir-disoproxil je prolék, který se používá, protože se lépe vstřebává ve střevech.
Lék je na Seznamu základních léčiv Světové zdravotnické organizace obsahujícím nejdůležitější léky, které by měly být běžně dostupné pro všechny potřebné a správně indikované pacienty. Lék vyrábí farmaceutická společnost Gilead Sciences pod obchodním názvem Viread (tenofovir-disoproxil-fumarát, TDF). V roce 2015 činily náklady na běžnou měsíční léčbu tímto lékem ve Spojených státech amerických více než 200 USD.

## Historie
Tenofovir byl původně syntetizován skupinou Antonína Holého z Ústavu organické chemie a biochemie Akademie věd České republiky v Praze. Patent podaný Holým v roce 1984 se ještě nezmiňuje o potenciálním využití sloučeniny pro léčbu infekce HIV, která byl objevena teprve o rok dříve.
V roce 1985 popsal Antonín Holý s Erikem De Clercqem účinek tenofoviru proti HIV v buněčné kultuře. Krátce poté se za spolupráce s biotechnologickou společností Gilead Sciences začal zkoumat potenciál tenofoviru pro léčbu pacientů s HIV. V roce 1997 výzkumníci z Gileadu a University of California prokázali, že tenofovir vykazuje u člověka anti-HIV účinky, pokud je podáván subkutánní injekcí.
Původní forma tenofoviru použitá v těchto studiích měla omezený potenciál pro široké využití, protože po orálním podání nebyla absorbována. Tým farmaceutických chemiků v Gileadu vyvinul upravenou verzi tenofoviru, tenofovir-disoproxil. Tato verze tenofoviru bývá často označována jednoduše jako "tenofovir".
26. října 2001 byl tenofovir-disoproxil schválen americkým Úřadem pro kontrolu potravin a léčiv (FDA) pro léčbu HIV a dne 11. srpna 2008 pro léčbu chronické hepatitidy B.

## Lékové formy
Tenofovir-disoproxil je proléková forma tenofoviru. Tenofovir je dostupný také ve fixní kombinaci s emtricitabinem v produktu Truvada. V této podobě se užívá jednou za den. Efavirenz/emtricitabin/tenofovir-disoproxil (obchodní název Atripla) — fixní trojkombinace tenofoviru, emtricitabinu a efavirenzu — byl schválen FDA 12. července 2006 a umožňuje léčbu HIV v jedné dávce za den.
V České republice jsou registrovány čtyři přípravky s touto účinnou látkou. Vyrábí je společnosti Sandoz, Teva, Mylan a Gilead.